# Stezka Horní Odry
Stezka Horní Odry, polsky Szlak Górnej Odry, je polsko-česká cyklotrasa a naučná stezka křižující česko-polskou státní hranici. Na polském území prochází oblastmi: gmina Kornowac, gmina Lubomia, gmina Lyski, gmina Krzyżanowice (Slezské vojvodství) a na českém území prochází oblastmi města Bohumín (okres Karviná), obcemi Hať a Vřesina (okres Opava) v Moravskoslezském kraji.

## Popis Stezky
Stezka začíná v polské obci Lyski a končí v Bohumíně a přibližně má délku 16,8 km.

## Další informace
Stezka Horní Odry vznikla v rámci evropského projektu s cílem zvýšení návštěvnosti regionu a přeshraničního trhu práce na základě přírodního dědictví horní Odry. Stezka se začala budovat v dubnu 2018 a byla dokončena v červenci 2020.

## Galerie

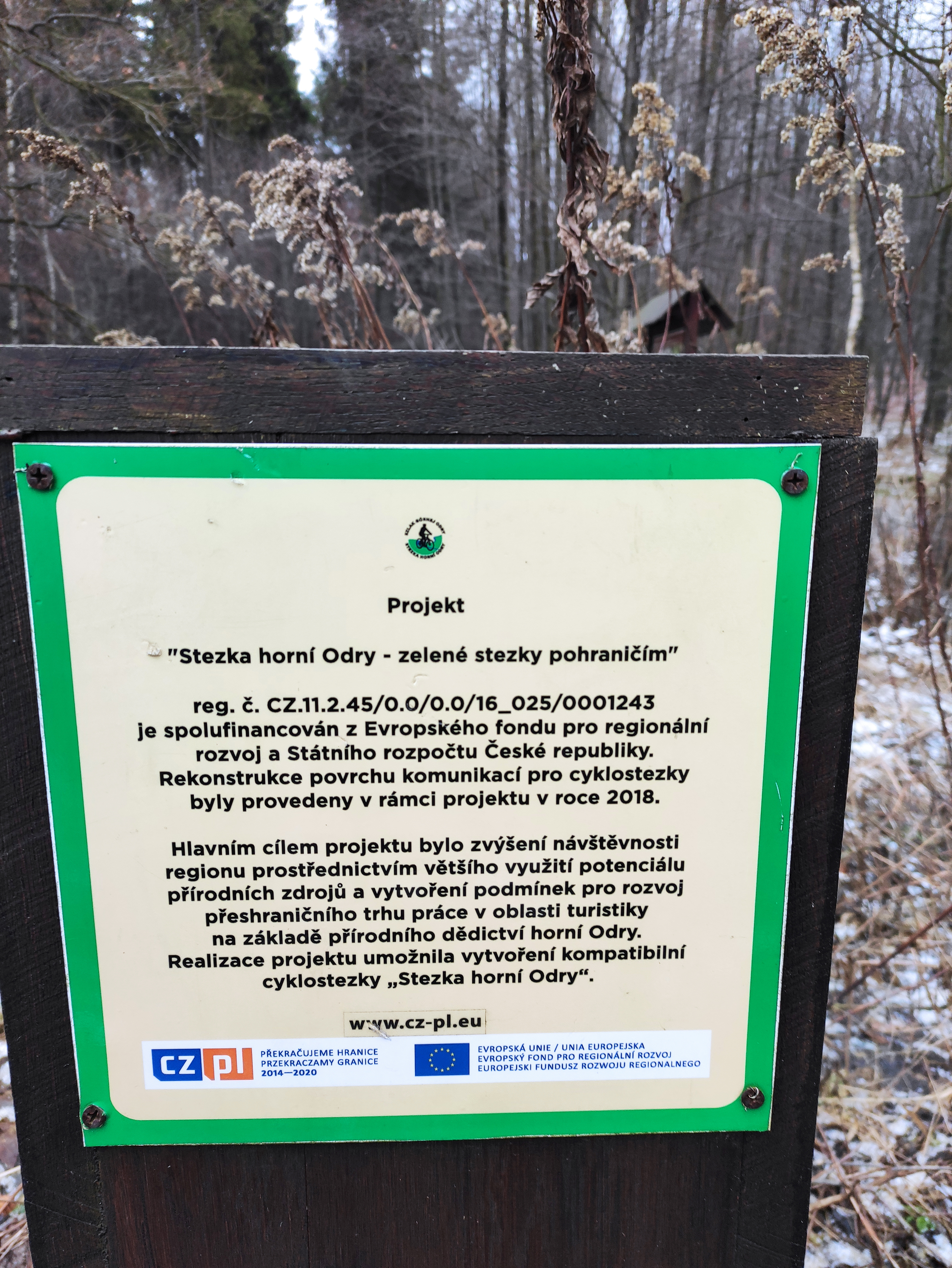
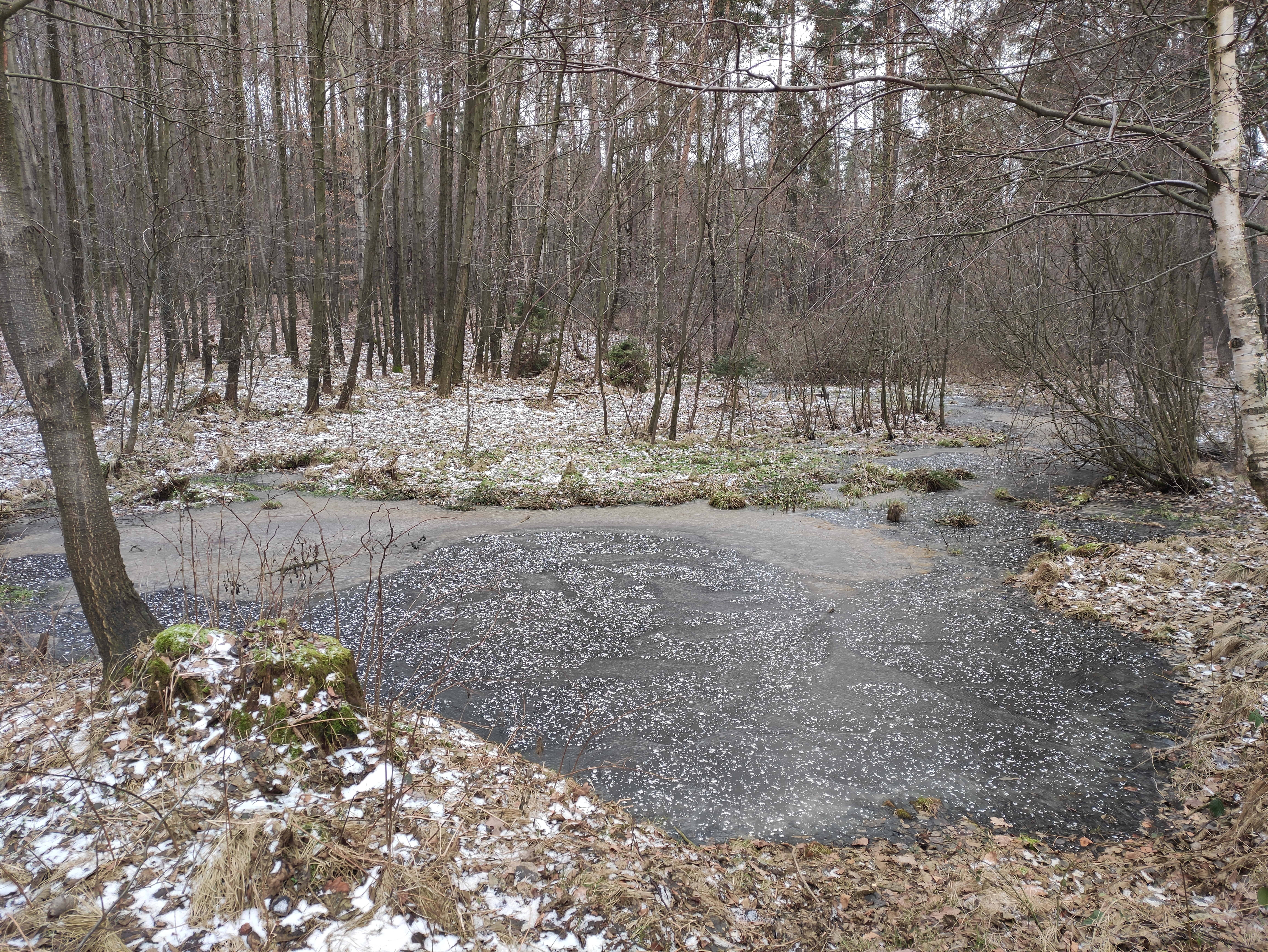
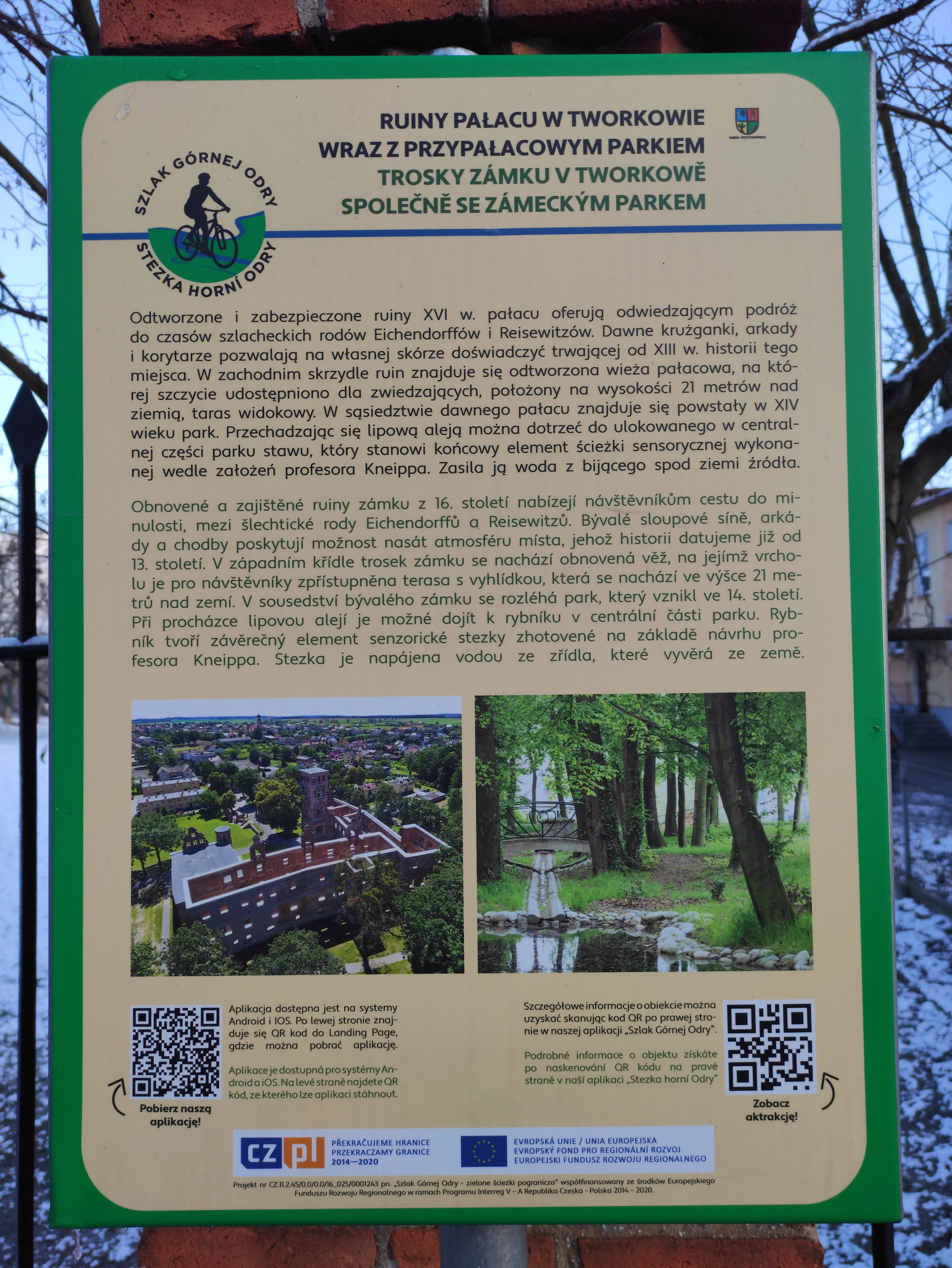
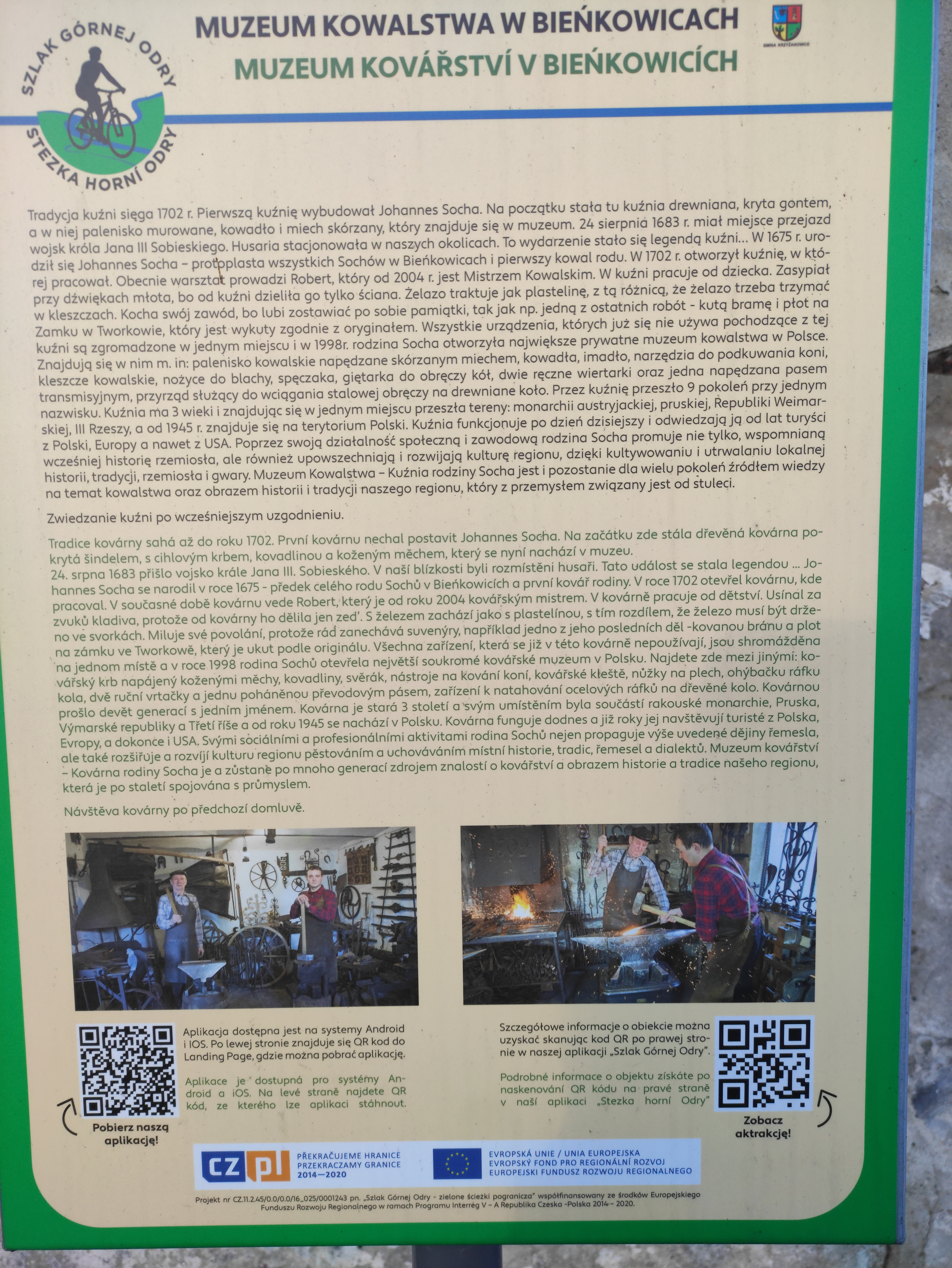
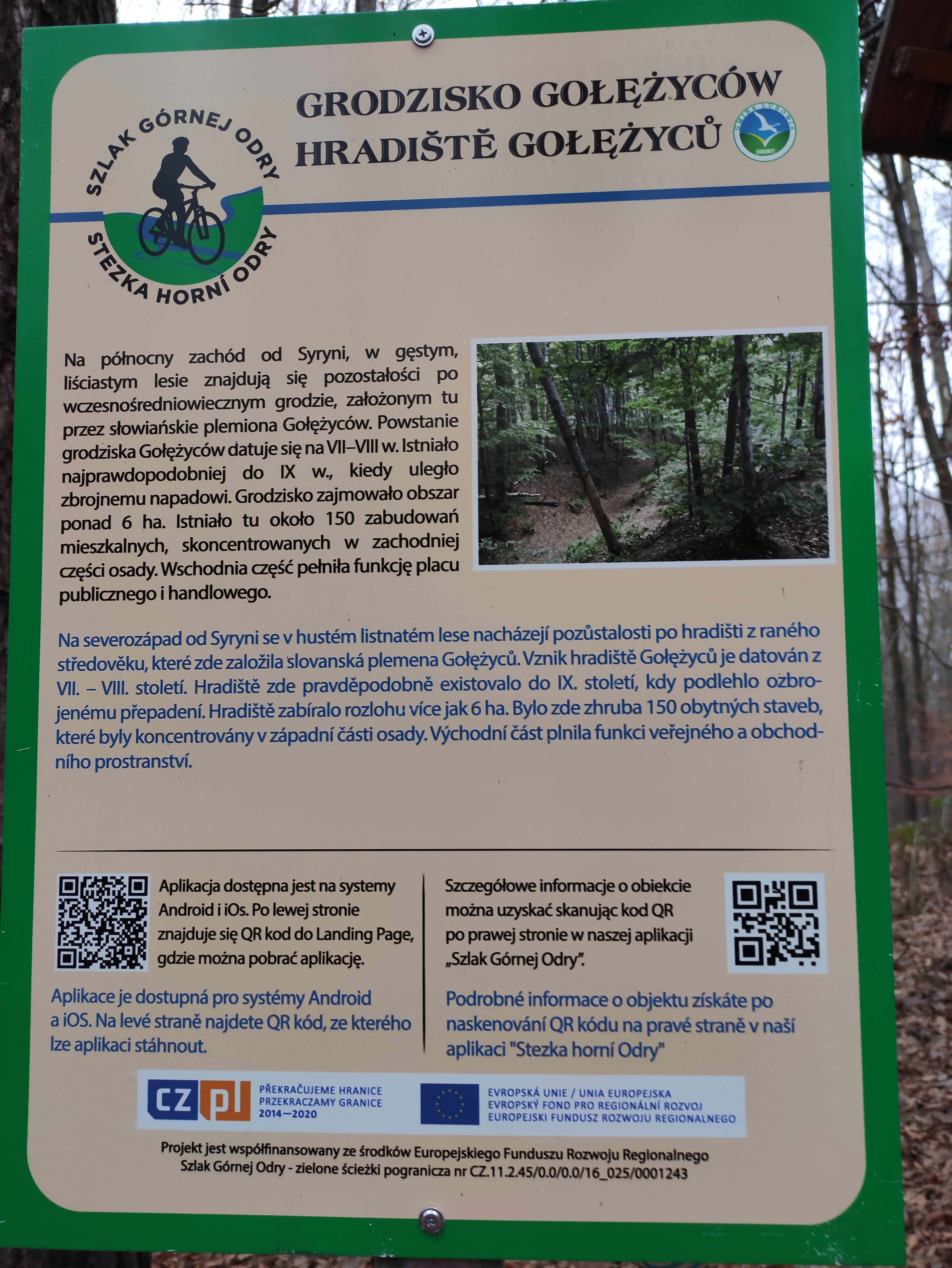
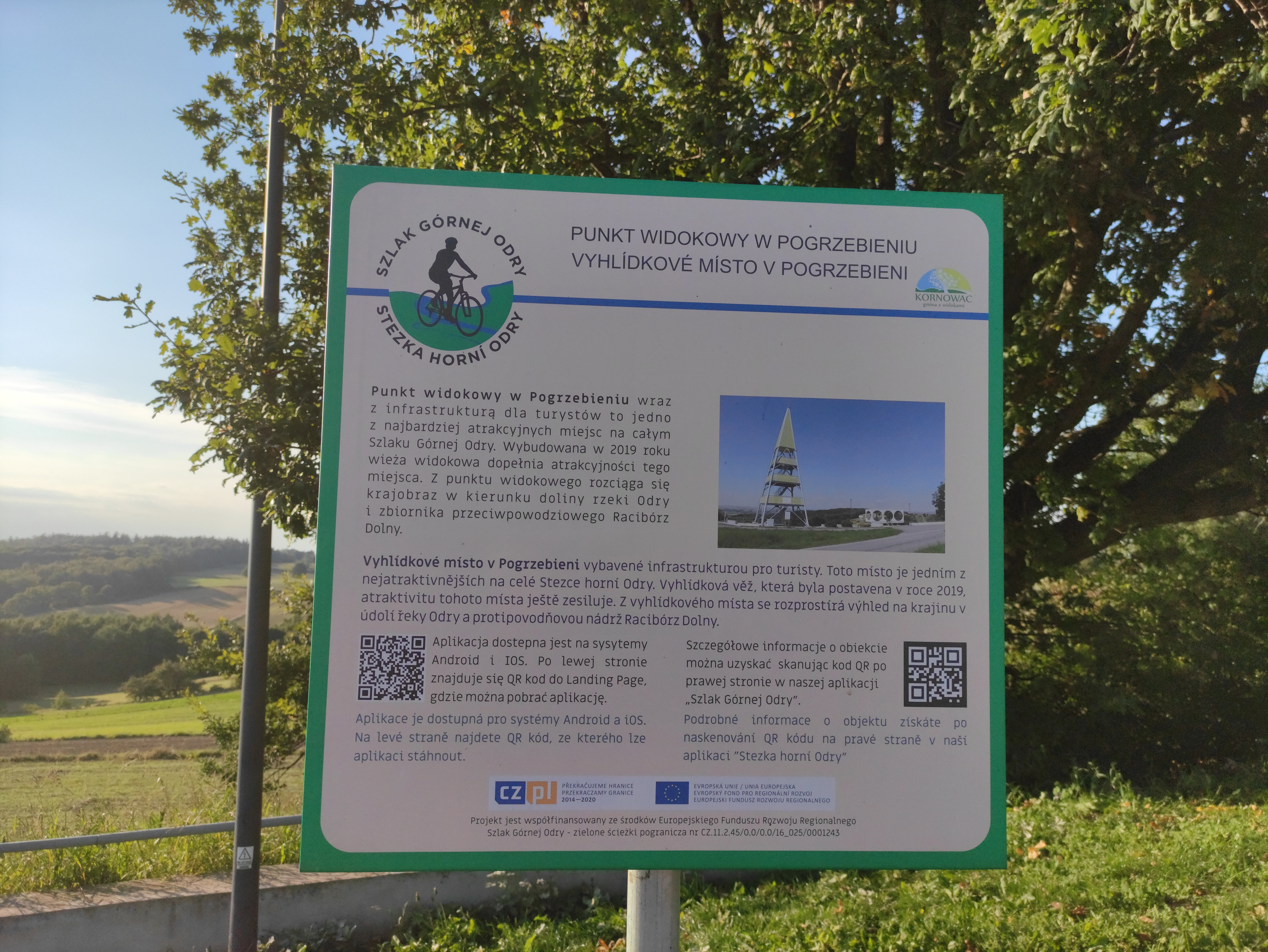
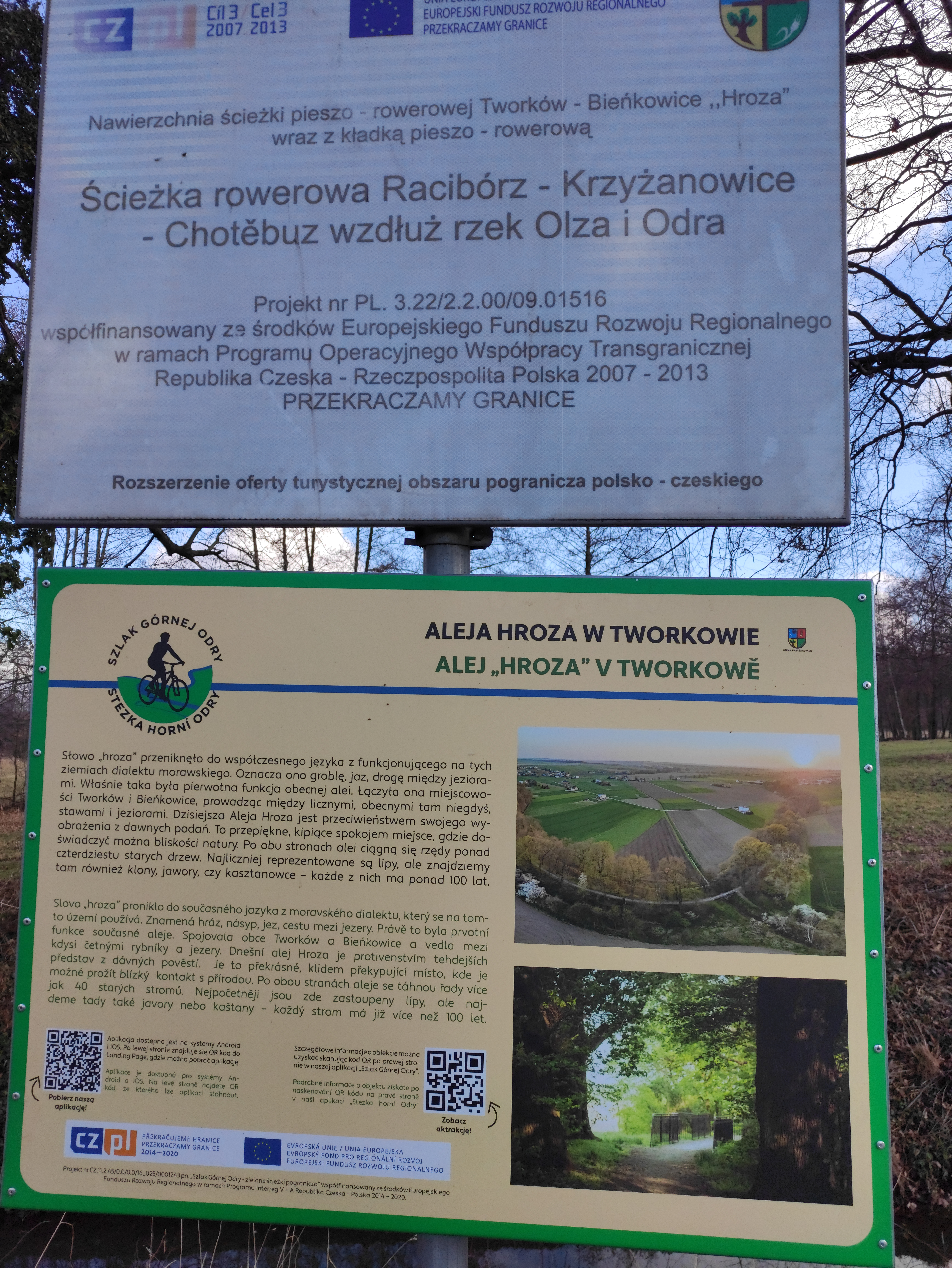
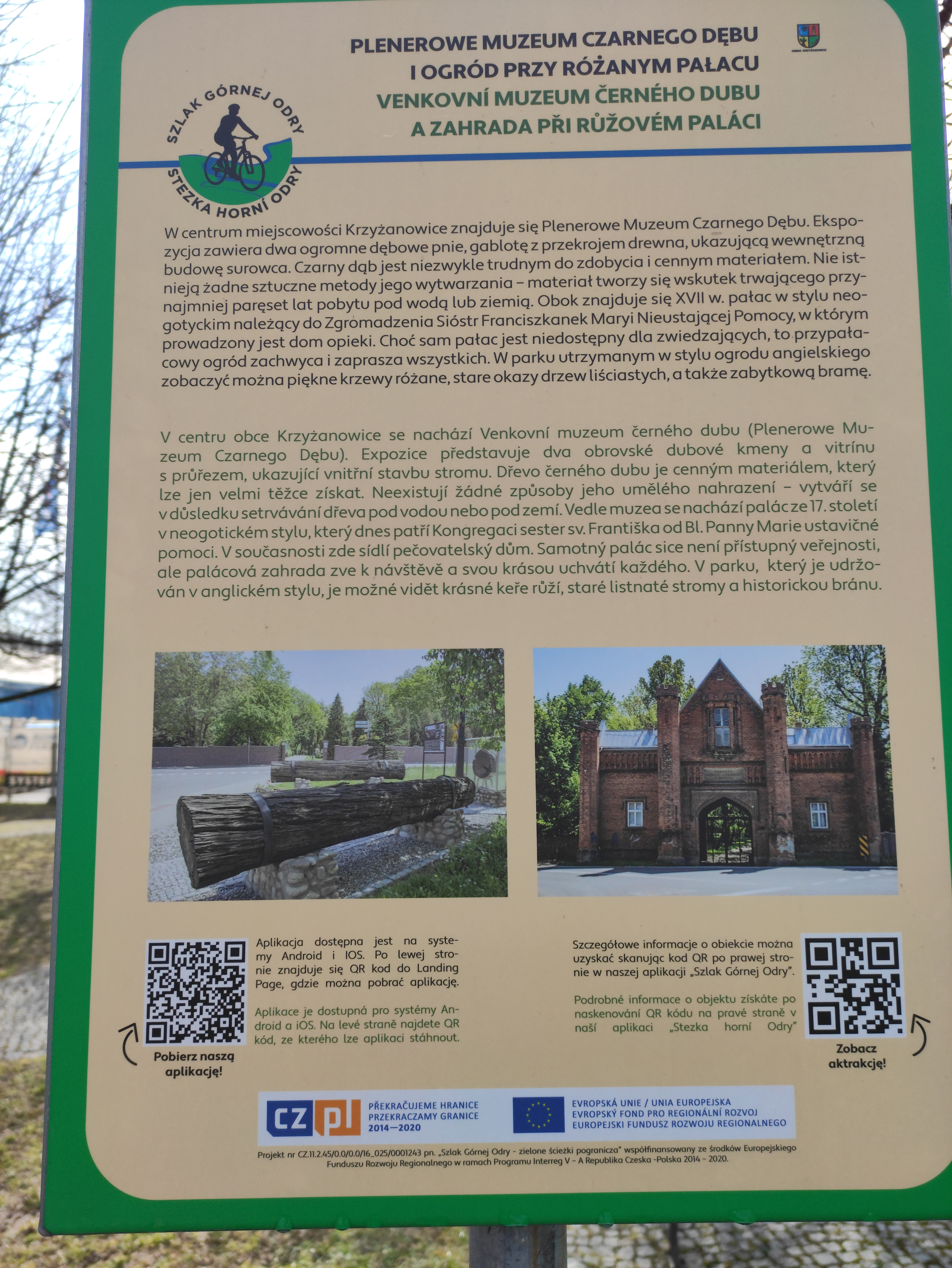